# Galerella pulverulenta
La mangosta gris del Cabo (Galerella pulverulenta), también llamada mangosta gris pequeña, es una especie de mamífero carnívoro de la familia Herpestidae endémico en Sudáfrica.

## Descripción
Es una especie pequeña de mangosta, con una longitud de 55-69 cm y peso de 500-1000 g. Tiene un color gris obscuro con la punta de la cola aún más obscura. Los miembros tiene un color gris, más obscuro que el resto del cuerpo. Es una mangosta con una forma corporal típicamente alargada. Las orejas son pequeñas y redondeadas y se sitúan a los lados de la cabeza. La cola es larga y densa. Los dientes adaptación para cortar y triturar. 

## Dieta
La mangosta gris del Cabo se alimenta principalmente de insectos y roedores pequeños, pero también puede alimentarse de aves, reptiles pequeños, anfibios, otros invertebrados y frutas. Se sabe que comen carroña y basura.
Es principalmente insectívoro, pero también es carnívoro. Los insectos los recoge del suelo, los sujeta con los miembros anteriores para consumirlos. Las presas más grandes, como los roedores, son acechados y muertos de una mordida en la nuca.

## Hábitat
Habita en vegetación tipo maquia (fynbos), matorral semidesértico Karoo), maleza y bosque. Sin embargo, no se le encuentra en las praderas. Con frecuencia viven en asociación con los humanos, a menudo bajo los pisos y en cobertizos y todavía vive exitosamente en los límites de los suburbios.

## Comportamiento
La mangosta gris del cabo es solitaria y diurna. Vive en territorios que confluyen de 5-68 ha; los machos tienen territorios más grandes que las hembras. Sin embargo, no es claro si la especie es territorial o no. Por ser malos excavadores, deben ocupar montículos de rocas, madrigueras, cuevas desocupadas y agujeros en los troncos de los árboles como refugio, cuando los arbustos no brindan la suficiente cobertura. Con frecuencia observadas por los humanos cruzando las carreteras.

## Reproducción
Las camadas de 1–3 crías nacen desde agosto hasta diciembre y se ocultan en madrigueras, cavidades entre las rocas o agujeros en los árboles. Al nacimiento los cachorros están totalmente cubiertos de pelo, pero su ojos y oídos están cerrados, abriéndolos a los quince días. Los jóvenes permanecen en su guarida hasta que están por completo destetados, y la dejan cuando son capaces de independizarse. 